# علی‌آباد (فهرج)
علی‌آباد یک روستا در ایران است که در شهرستان فهرج استان کرمان واقع شده‌است. علی‌آباد ۲۵ نفر جمعیت دارد.

## جمعیت
این روستا در بخش نگین کویر قرار دارد و براساس سرشماری مرکز آمار ایران در سال ۱۳۸۵، جمعیت آن ۲۵ نفر (۶ خانوار) بوده‌است.